# District de Žiar nad Hronom
Le district de Žiar nad Hronom est un des 79 districts de Slovaquie. il est situé dans la région de Banská Bystrica.

## Démographie

### Évolution de la population
| Année:               | 1994.  | 2004.   | 2014.   | 2024.   |
| -------------------- | ------ | ------- | ------- | ------- |
| Nombre de personnes: | 48 435 | 47 803  | 47 736  | 43 345  |
| Différence:          |        | -1,30 % | -0,14 % | -9,19 % |

| Année:               | 2023.  | 2024.   |
| -------------------- | ------ | ------- |
| Nombre de personnes: | 43 738 | 43 345  |
| Différence:          |        | -0,89 % |

## Liste des communes

### Villes
- Žiar nad Hronom
- Kremnica

### Villages
Bartošova Lehôtka, Bzenica, Dolná Trnávka, Dolná Ves, Dolná Ždaňa, Hliník nad Hronom, Horná Ves, Horná Ždaňa, Hronská Dúbrava, Ihráč, Janova Lehota, Jastrabá, Kopernica, Kosorín, Krahule, Kremnické Bane, Kunešov, Ladomerská Vieska, Lehôtka pod Brehmi, Lovča, Lovčica-Trubín, Lúčky, Lutila, Nevoľné, Pitelová, Prestavlky, Prochot, Repište, Sklené Teplice, Slaská, Stará Kremnička, Trnavá Hora, Vyhne